# Lauquette
La Lauquette est une rivière du sud de la France qui coule dans le département de l'Aude, en région Occitanie, et un affluent du Lauquet donc un sous-affluent de l'Aude.

## Géographie
C'est une rivière des Corbières qui prend sa source sur la commune de Fajac-en-Val sous le nom de Ruisseau de Clariano, et se jette dans le Lauquet à Ladern-sur-Lauquet dans le département de l'Aude.
La longueur de son cours d'eau est de 17,9 km.

### Communes et cantons traversés
Dans le seul département de l'Aude, la Lauquette traverse quatre communes.
- dans le sens amont vers aval : Fajac-en-Val (source), Mas-des-Cours, Villefloure, Ladern-sur-Lauquet (embouchure/confluence).

## Affluents
La Lauquette a huit tronçons affluents contributeurs référencés :
- Ruisseau de la Jasso : 2,7 km
- Ruisseau de la Clauzo : 2 km
- Ruisseau de Mouscaillou : 1,3 km
- Ruisseau de Poudadoure : 2,1 km
- Ruisseau de Pech Mage : 1,8 km
- Ruisseau d'Escaux : 2,3 km
- Ruisseau des Espallières : 1,6 km
- Ruisseau des Pradels : 1,4 km

## Hydrologie
La Lauquette est une rivière très irrégulière, à l'instar de ses voisines tributaires de l'Aude.